# 2022年邵阳学院引进博士事件
2022年邵阳学院引进博士事件是指一起因邵阳学院批量引进博士而引发的争议事件。2022年7月，邵阳学院花费高达1800万元人民币引进23名均为菲律宾亚当森大学毕业的哲学博士，但菲律宾亚当森大学是年的QS世界大学排名在600名以后，而且该校在中华人民共和国教育部“学历学位认证加强认证审查”名单之中，遂引发舆论争议。

## 事件背景
2020年，中华人民共和国教育部留学服务中心发布公告称，对中国境外高校因2019冠状病毒病疫情影响而调整教学方式的做法，表示理解和支持。但在2021年，该中心多次发布公告，认为印度尼西亚、菲律宾、泰国、西班牙、马来西亚等地区的个别高校以疫情为借口，“针对中国市场大肆开设低质在线课程”，该中心决定对这些院校的认证申请启动加强审查。其中菲律宾亚当森大学就在2021年11月公布的第二批加强审查的高校名单之列。
邵阳学院方面，根据中华人民共和国国务院学位委员会发布的《学位授权审核申请基本条件（2020年）》，一个学校拥有博士学位的教师比例不低于25%，才有资格申请“硕士学位授予权单位”。而邵阳学院希望于2023年成为“硕士学位授予单位”，根据《南方周末》的统计，该学院要想实现这一目标，需要在2021年的基础上，至少增加220名有博士学位的教师。

## 事件经过
2019年8月，邵阳学院20多名教师集体前往菲律宾亚当森大学攻读博士，疫情爆发后又陆续回到中国进行在线课程学习。这些教师仅用了2年4个月的时间，就于2021年12月取得博士学位。
2022年7月7日，邵阳学院官网公布《出国攻读博士毕业返校与同类型拟引进博士名单待遇公示》，宣布拟花费总计1800万元人民币，引进23名菲律宾亚当森大学哲学（教育学）博士，其中22名为“毕业返校”人员。引发舆论争议后，该公示被从官网删除。
2022年7月24日晚，湖南省教育厅网站发布《关于邵阳学院引进博士有关情况的通报》，称该校“在博士人才引进等方面存在不当做法”，将邵阳学院党委书记彭希林免职。

## 事件评价
邵阳学院一位二级学院的院长在接受新京报采访时表示，此次引进博士事件是学校为了“以后升级为大学、申请硕士点” 的无奈之举和权宜之计。 该校的一位教师接受三联生活周刊采访时也表示，邵阳经济不发达，引进博士很困难，而学校要想发展，就要满足政策要求，才想出了这个办法解决问题。
21世纪教育研究院院长熊丙奇认为，在处理邵阳学院“速成博士”事件的同时，需要有整体性反思、调整中国的教育管理与评价体系，破除唯学历论。
中国教育科学研究院研究员储朝晖认为，邵阳学院作为一所公立学校，背离高校设计宗旨，使用财政经费，却没有去做“政府、社会赋予高校应该做的事情，应该加以规范”。

## 相关事件
- 早在2019年，中国环球时报就曾援引东亚日报等多家韩国媒体的报道，称一些韩国的大学为了确保财政收入，可能已经沦为了“中国的学历工厂”，甚至出现了安排中国留学生在12天内修完一学期全日制博士课程的情况，有“卖学位”之嫌[17][18]。

- 在邵阳学院引进博士事件发生后，2020年三峡学院拟录用9名非洲籍博士的消息[19]、2022年2月邢台学院选聘13名韩国大学博士[20][21]的消息亦引发舆论争议[22]。其后三峡学院回应称2020年拟引进的非洲籍博士当年并未入职[23]；邢台学院回应称“正调查，后续会通报”[24]。